# Trinidad e Tobago ai Giochi della XXI Olimpiade
Trinidad e Tobago partecipò ai Giochi della XXI Olimpiade che si sono svolti a Montréal dal 17 luglio al 1º agosto 1976, con una delegazione di tredici atleti impegnati in tre discipline per un totale di dieci competizioni. Portabandiera alla cerimonia di apertura fu il velocista Hasely Crawford, che lo era stato anche nella precedente edizione. Fu la settima partecipazione di questo paese ai Giochi estivi e per la prima volta fu conquistata una medaglia d'oro grazie allo stesso Crawford, vincitore della gara sui 100 metri. Sarebbe stata l'unica medaglia d'oro olimpica per Trinidad e Tobago fino a Londra 2012.

## Medaglie
| Medaglia | Nome            | Sport            | Evento    |
| -------- | --------------- | ---------------- | --------- |
| Oro      | Hasely Crawford | Atletica leggera | 100 piani |